# سیارک ۲۲۰۶
سیارک ۲۲۰۶ (به انگلیسی: 2206 Gabrova، نامگذاری:1976GR3) دو هزار و دویست و ششمین سیارک کشف شده‌است که در ۱ آوریل ۱۹۷۶ کشف شد.
قدر مطلق سیارک برابر ۱۱٫۳۰ است.